# Хебронвил (Тексас)
Хебронвил (енгл. Hebbronville) насељено је место без административног статуса у америчкој савезној држави Тексас.

## Демографија
По попису из 2010. године број становника је 4.558, што је 60 (1,3%) становника више него 2000. године.
| Група             | 2000.         | 2010.         |
| Белци             | 375 (8,3%)    | 276 (6,1%)    |
| Афроамериканци    | 24 (0,5%)     | 22 (0,5%)     |
| Азијати           | 8 (0,2%)      | 15 (0,3%)     |
| Хиспаноамериканци | 4.073 (90,6%) | 4.231 (92,8%) |
| Укупно            | 4.498         | 4.558         |